# سیارک ۱۲۷۵۱۷
سیارک ۱۲۷۵۱۷ (به انگلیسی: 127517 Kaikepan، نامگذاری:2002TJ371)۱۲۷۵۱۷مین سیارک کشف شده‌است که در ۱۰ اکتبر ۲۰۰۲ کشف شد.